# Комарівка (Подільський район)
Комарі́вка — село Любашівської селищної громади Подільського району Одеської області України. Населення становить 232 осіб. Герб села є промовистим.

## Історія
Під час організованого радянською владою Голодомору 1932—1933 років померло щонайменше 8 жителів села.
Колишній орган місцевого самоврядування — Маловасилівська сільська рада.
12 червня 2020 року, відповідно до Розпорядження Кабінету Міністрів України від № 724-р «Про визначення адміністративних центрів та затвердження територій територіальних громад Одеської області», увійшло до складу Любашівської селищної громади.
19 липня 2020 року, в результаті адміністративно-територіальної реформи і ліквідації Любашівського району, село увійшло до складу новоутвореного Подільського району.

## Населення
Згідно з переписом УРСР 1989 року чисельність наявного населення села становила 199 осіб, з яких 80 чоловіків та 119 жінок.
За переписом населення України 2001 року в селі мешкали 232 особи.

### Мова
Розподіл населення за рідною мовою за даними перепису 2001 року:
| Мова       | Відсоток |
| ---------- | -------- |
| українська | 94,40 %  |
| молдовська | 3,02 %   |
| російська  | 2,59 %   |